# Art of Life
Art of Life è il quarto album del gruppo giapponese X Japan, pubblicato nel 1993 contenente una sola canzone, titolata come l'album, della durata di ben 28 minuti e 58 secondi. Art of Life è considerata una delle canzoni più famose della storia della musica rock giapponese.

## Il disco
Art of Life è un brano di grande originalità, che fonde ed armonizza musica metal e classica; è stato infatti realizzato assieme ad un'orchestra sinfonica. 
Nel corso della quasi mezz'ora di musica si assiste ad un inizio reso suggestivo dalle note della chitarra di hide che appare simile ad un'arpa, poi pian piano, partendo dagli strumenti classici, si fanno strada tutti gli altri ed inizia la canzone vera e propria. Dopo la prima parte c'è un intermezzo al pianoforte eseguito da Yoshiki della durata di ben nove minuti, da cui poi tutto riprende nella seconda parte, dando stavolta inizialmente più spazio agli strumenti elettrici.
La canzone parla della difficoltà di scegliere come e se proseguire la propria vita, quando si è giunti a credere che oramai sia tutto inutile: lasciarsi andare o risollevarsi? Vivere o morire? 
Per questo motivo è divisa in due parti: nella prima, cantata da Toshi, si ha una riflessione sulla solitudine e la disperazione che ne consegue alternata ad una voce femminile, che rappresenta il lato "cattivo" della coscienza, quella parte di sé che vorrebbe mollare tutto ed abbandonarsi alla morte - follia che si mescola alla lucidità cercando di convincere l'uomo a prendere la scelta sbagliata. Dopo l'intermezzo angosciante e cupo, la seconda parte: una sequenza di chitarra, chitarra e basso - rispettivamente hide, Pata e Heath che suonano una sequenza di accordi molto simili, rendendo tutto più adrenalinico: è il momento in cui il protagonista della canzone sente la speranza ritornare prepotentemente in sé e da lì il resto è un cantato più rilassato. La canzone si conclude con un finale positivo.

## Tracce
1. ART OF LIFE - 28:58 - (YOSHIKI - YOSHIKI)

## Formazione
- Toshi - voce
- Heath - basso
- Pata - chitarra
- Hide - chitarra
- Yoshiki - batteria, pianoforte